# Universidad Nacional del Centro del Perú (Metro de Huancayo)
Universidad Nacional del Centro del Perú es la séptima estación actualmente en construcción del tramo urbano del Metro de Huancayo en Perú. La estación será construida en la provincia de Huancayo.
La estación es la séptima a nivel del tramo urbano, que se desarrolla en el interior de la ciudad de Huancayo.